# Amerikanische Bartvögel
Die Amerikanischen Bartvögel (Capitonidae) sind eine Familie der Spechtvögel, die in Südamerika im Amazonasbecken, im Bergland von Guayana, im westandinen Kolumbien und Ecuador sowie in Panama und Costa Rica vorkommen.

## Merkmale
Amerikanische Bartvögel sind in der Regel sehr bunt gefärbt und zeigen vor allem grüne, rote, gelbe, weiße oder schwarze Tönungen. Dabei sind Männchen in der Regel farbiger als die Weibchen. Amerikanische Bartvögel werden 15 bis 20 Zentimeter lang. Der Rumpf ist kurz, der Hals kurz und dick und der Kopf kann im Verhältnis zum Körper relativ groß sein. Der Schnabel ist kurz und dick und weist an den Kanten oft eine Sägung auf. Im Vergleich zu anderen Bartvögeln besitzen Amerikanische Bartvögel nur wenige und kurze Borsten an der Schnabelbasis. Die Flügel sind mittellang und abgerundet, der Schwanz ist mittellang und am Ende eckig. Beine und Füße sind kurz und stämmig. Wie bei den Spechten ist die erste und vierte Zehe ist nach hinten gerichtet, die zweite und dritte nach vorn (zygodactyle Zehenanordnung). Die Rufe der Amerikanischen Bartvögel ähneln denen kleiner Eulen.

## Lebensweise und Fortpflanzung
Amerikanische Bartvögel leben in feuchten Wäldern, sowohl im Tiefland als auch in kühlen Bergwäldern und verbringen die meiste Zeit hoch in den Baumwipfeln. Sie ernähren sich vorzugsweise von Früchten, außerdem von Insekten und anderen Wirbellosen. Auch im Verhältnis zum Bartvogel relativ große Beutetiere können überwältigt und verspeist werden.
Die meisten Amerikanischen Bartvögel sind monogam und beide Eltern beteiligen sich am Brutgeschäft, an der Aufzucht der Jungvögel und an der Sauberhaltung des Nestes, oft noch unterstützt von Jungvögeln aus vorherigen Bruten. Alle Asiatischen Bartvögel sind Höhlenbrüter. Die Höhlen werden in das weiche Holz toter Bäume gezimmert. Die Gelegegröße schwankt zwischen zwei und fünf Eier. Die Eier werden ca. zwei Wochen bebrütet. Nach etwa sechs Wochen werden die jungen Bartvögel flügge.

## Systematik
Die Familie Capitonidae wurde im Jahr 1838 durch den italienischen Ornithologen Charles Lucien Bonaparte eingeführt. Ihr wurden lange Zeit die Bartvogelarten Amerikas, Afrikas und Asiens zugeordnet. Nach DNA-Hybridisierungsstudien der US-amerikanischen Ornithologen und Molekularbiologen Charles Sibley und Jon Edward Ahlquist bilden die Bartvögel ohne Einbeziehung der Tukane (Ramphastidae) jedoch keine monophyletische Gruppe. Für die asiatischen und afrikanischen Bartvögel wurden deshalb eigenständige Familien eingeführt (Megalaimidae und Lybiidae). Die Forschungen von Sibley und Ahlquist wurden später durch DNA-Vergleiche bestätigt. Für die Gattung der Zinkenschnäbel (Semnornis) wurde außerdem die Familie der Tukan-Bartvögel (Semnornithidae) eingeführt, da man aufgrund morphologischer und DNA-Hybridisierungsstudien annahm, dass diese näher mit den Tukanen als mit den übrigen Amerikanischen Bartvögel verwandt ist. Dies ist aber noch nicht abschließend gesichert. Die Familie Capitonidae umfasst heute nur noch die Gattungen Capito und Eubucco. Die Amerikanischen Bartvögel bilden zusammen mit den Tukanen und den Tukan-Bartvögeln (Semnornithidae) eine monophyletische Klade innerhalb der Ordnung der Spechtvögel (Piciformes).

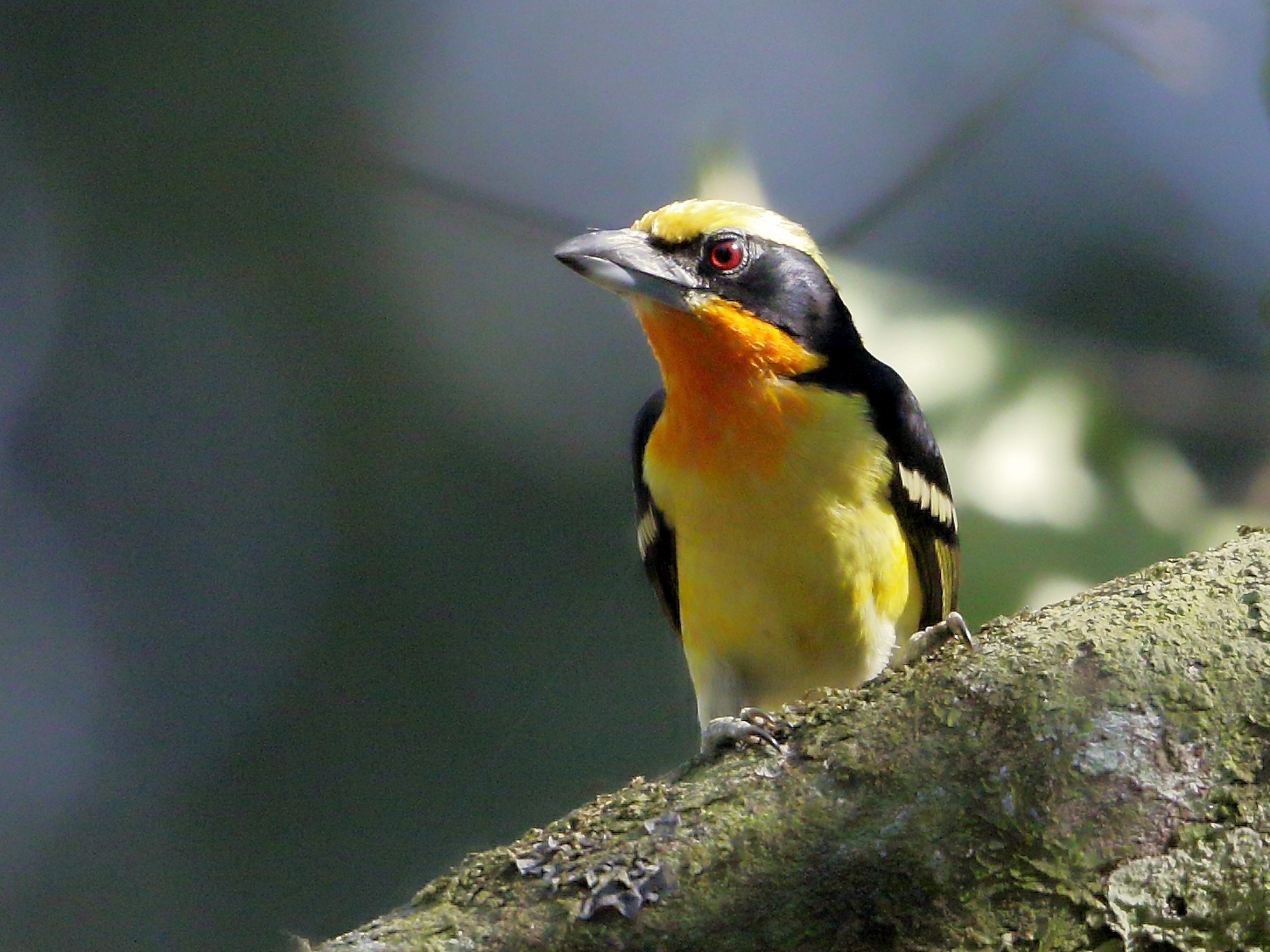
Orange-Tupfenbartvogel (Capito auratus)

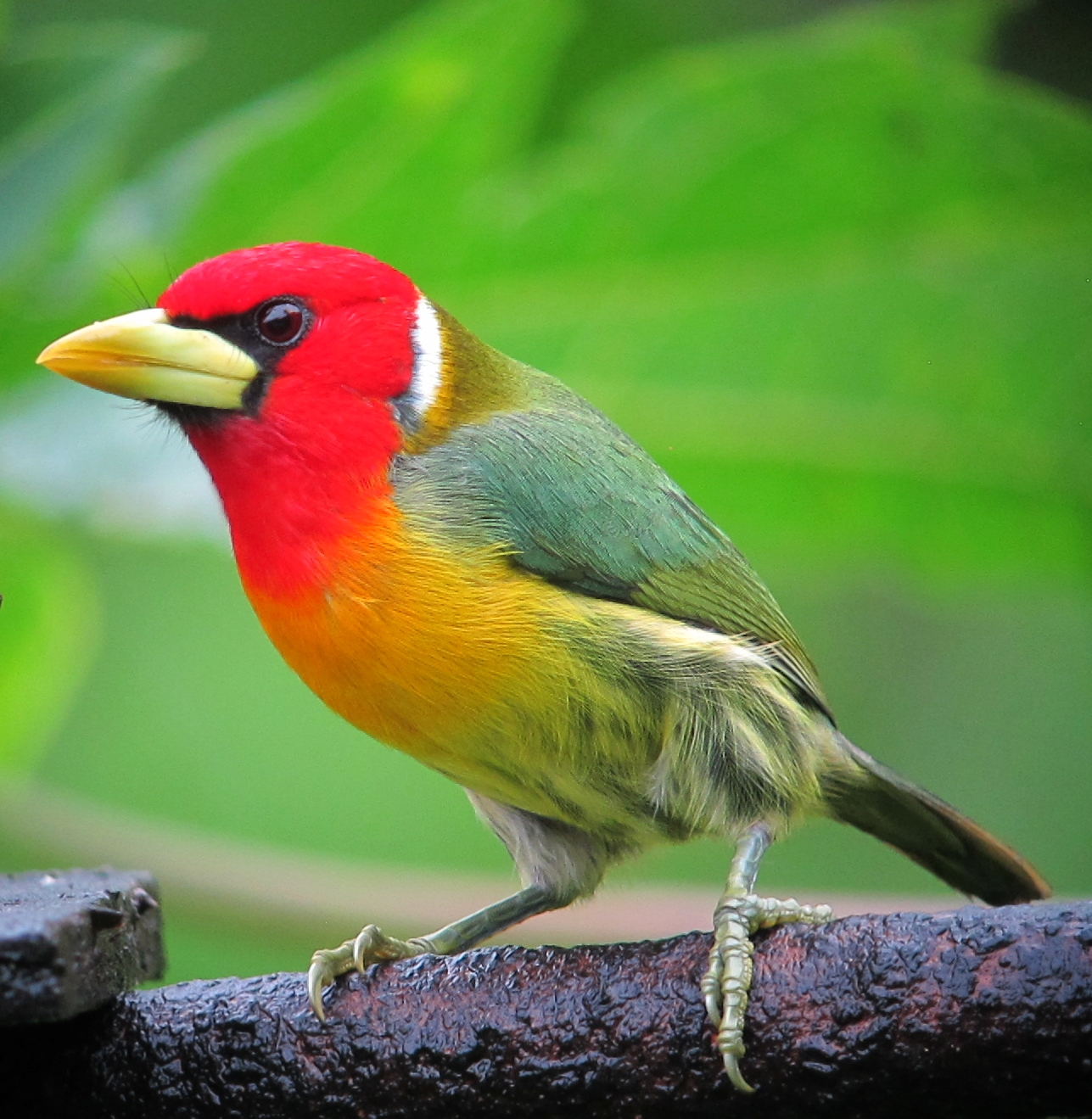
Anden-Bartvogel (Eubucco bourcierii)

## Gattungen und Arten
- Gattung: Buntbärtlinge (Capito)
  - Orange-Tupfenbartvogel (Capito auratus)
  - Olivrücken-Bartvogel oder Trauerbartvogel (Capito aurovirens)
  - Zimtbrust-Bartvogel (Capito brunneipectus)
  - Kehlbinden-Bartvogel (Capito dayi)
  - Sirabartvogel (Capito fitzpatricki)[5]
  - Weißmantel-Bartvogel (Capito hypoleucus)
  - Tropfenbartvogel (Capito maculicoronatus)
  - Tupfenbartvogel (Capito niger)
  - Fünffarben-Bartvogel (Capito quinticolor)
  - Weißnacken-Bartvogel (Capito squamatus)
  - Loreto-Bartvogel (Capito wallacei)
- Gattung: Zwergbuntbärtlinge (Eubucco)
  - Anden-Bartvogel oder Rotkopf-Bartvogel (Eubucco bourcierii)
  - Goldbrust-Bartvogel (Eubucco richardsoni)
  - Scharlachkopf-Bartvogel (Eubucco tucinkae)
  - Bunt-Bartvogel (Eubucco versicolor)

## Belege
1. 1 2 3 4 5  David W. Winkler, Shawn M. Billerman, Irby J. Lovette: Bird Families of the World: A Guide to the Spectacular Diversity of Birds. Lynx Edicions (2015), ISBN 978-8494189203. Seite 239.
2. ↑  Sibley, C. G., & Ahlquist, J. E. (1985). The relationships of some groups of African birds, based on comparisons of the genetic material, DNA. In: K.-L. Schuchmann (Ed.), Proceedings of the International Symposium on African Vertebrates: 115–161. Bonn: Zoologisches Forschungsinstitut und Museum Koenig.
3. ↑  Hackett et al.: A Phylogenomic Study of Birds Reveals Their Evolutionary History. Science 27 June 2008: Vol. 320. no. 5884, pp. 1763–1768, doi:10.1126/science.1157704.
4. ↑  Prum, R. O. (1988). Phylogenetic interrelationships of the barbets (Aves: Capitonidae) and toucans (Aves: Ramphastidae) based on morphology with comparisons to DNA-DNA hybridization. Zoological Journal of the Linnean Society 92: 313-343.
5. ↑  Glenn F. Seeholzer, Benjamin M. Winger, Michael G. Harvey, Daniel Cáceres & Jason D. Weckstein. A new species of barbet (Capitonidae:Capito) from the Cerros del Sira, Ucayali, Peru. The Auk, 2012 doi:10.1525/auk.2012.11250